# Ferran Pujalte i Vilanova
Ferran Pujalte i Vilanova (Palma 1961-2007) es va llicenciar en història per la UIB (1992).
Va participar com a comissari i membre de l'equip de documentalistes de diverses exposicions. La seva línia d'investigació es va centrar en el consum energètic i el desenvolupament econòmic, i també la implantació de nous mitjans de transport en la Mallorca contemporània. Va contribuir al manteniment del patrimoni documental i energètic de les Illes Balears amb la catalogació de la Biblioteca Joan Llabrés i la gestió del Fons Històric de Gesa Endesa a les Illes Balears. El 2008 va rebre, a títol pòstum, un dels Premis Ramon Llull de la Comunitat Autònoma de les Illes Balears.

## Obres
- Transports i comunicacions a les Balears durant el segle xix (1800-1890) (1999)
- Transports i comunicacions a les Balears durant el segle XX (1900-1973) (2002)
- Entremesos en mallorquí : Fons teatral Bartomeu Rull (preàmbul, 2005)
- Els pioners de la industrialització a les illes Balears i altres escrits (2008)